# 坦茨博登山
47°13′14″N 9°06′24″E / 47.22055°N 9.10656°E

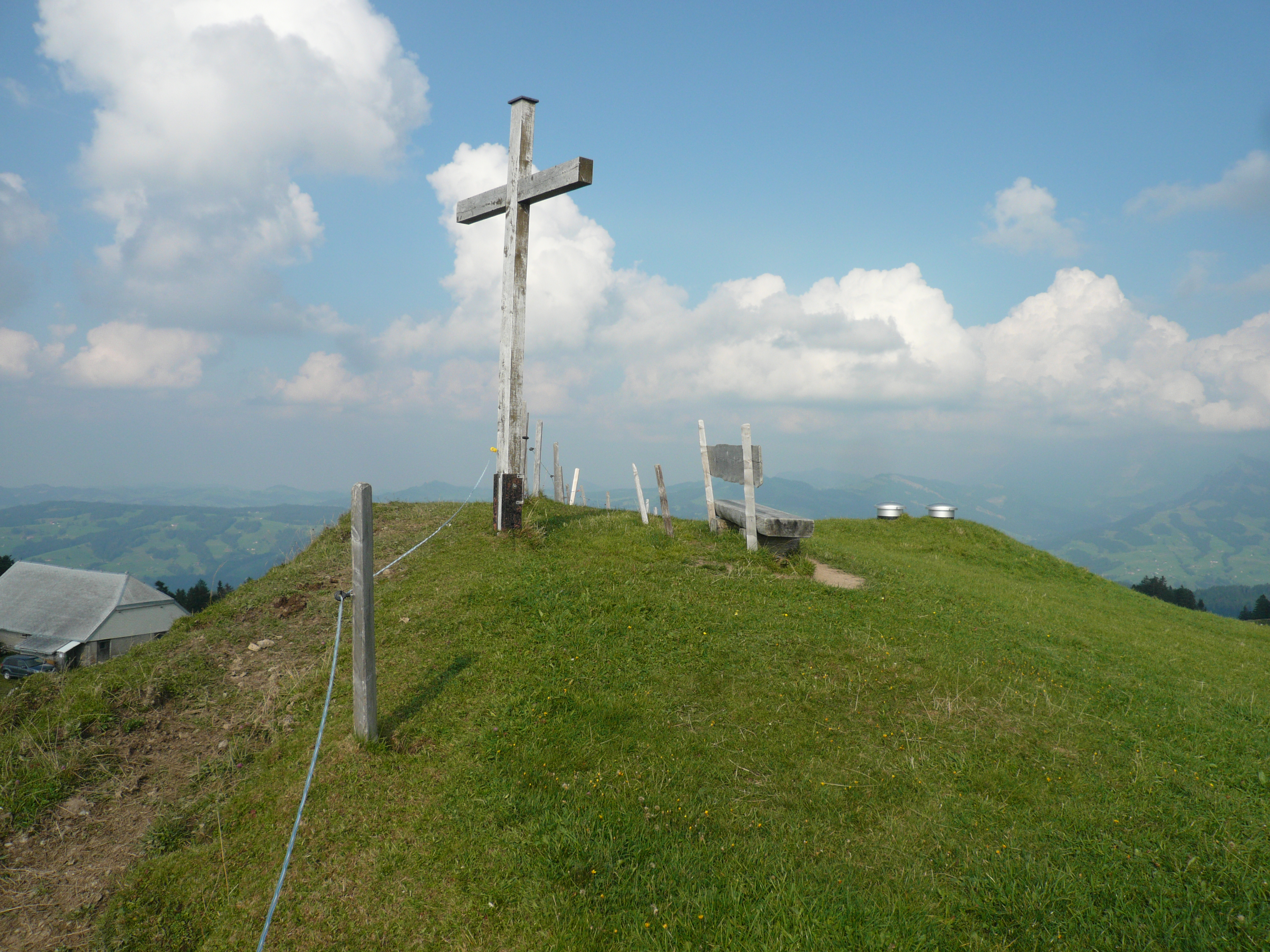

坦茨博登山（德語：Tanzboden），是瑞士的山峰，位於該國東北部，由聖加侖州負責管轄，處於埃布納特-卡佩爾以南，海拔高度1,443米，每年平均降雨量1,954毫米。